# Lesueurigobius heterofasciatus
Lesueurigobius heterofasciatus es una especie de peces de la familia de los Gobiidae en el orden de los Perciformes.

## Morfología
Los machos pueden llegar a alcanzar los 4,4 cm de longitud total.

## Hábitat
Es un pez de Mar y, de clima subtropical y demersal que vive entre 100-345 m de profundidad.

## Distribución geográfica
Se encuentra en el Atlántico oriental: el Marruecos y  Madeira. 

## Observaciones
Es inofensivo para los humanos. 